# 瑪麗娜·塔巴瑟姆

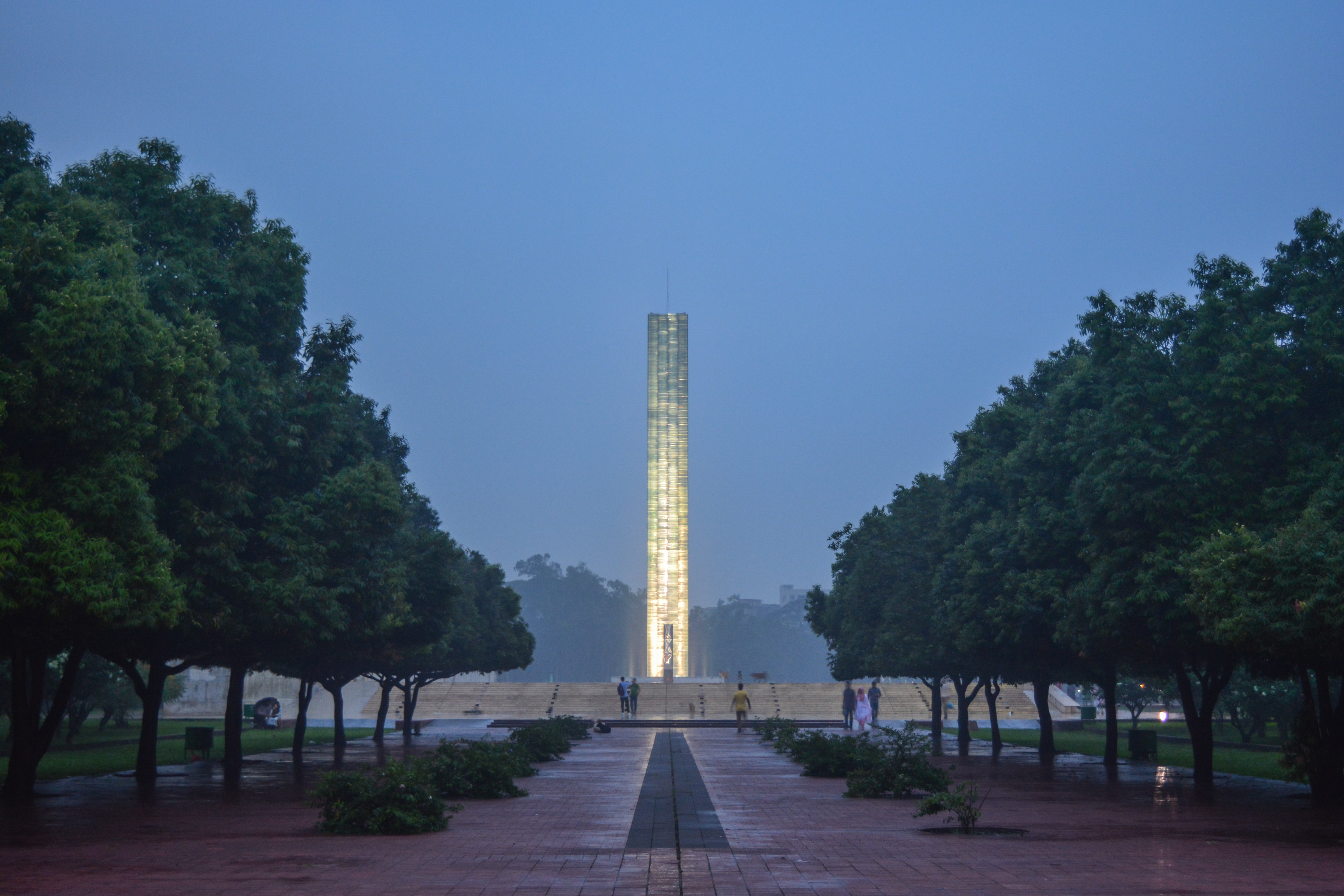
孟加拉獨立博物館

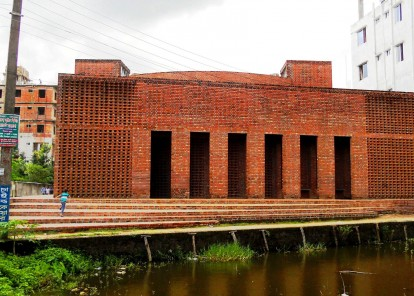
拜圖爾·拉烏夫清真寺

瑪麗娜·塔巴瑟姆（英語：Marina Tabassum，1968年或1969年—）是一名孟加拉建築師。她是瑪麗娜·塔巴瑟姆建築事務所的首席建築師。
2016年，她因設計孟加拉達卡的拜圖爾·拉烏夫清真寺而獲得阿卡汗建築獎。2020年，塔巴瑟姆被《前景》雜誌列為COVID-19時代的第三大思想家，該雜誌寫道：「在創造與自然環境相協調的建築方面，這位孟加拉建築師走在了前列，她也在接受我們共同對地球所造成的設計挑戰。」。她是第一位獲得「里斯本三年展終身成就獎」（2022年）的南亞人。

## 早年生活和教育
塔巴瑟姆出生於孟加拉達卡，是一名腫瘤學家的女兒。1947年孟加拉分省期間，她的家人從印度移居孟加拉達卡。她曾就讀於聖十字女子學校和學院。1994年，她從孟加拉工程技術大學建築系畢業。

## 職業生涯
1995年，塔巴瑟姆與卡謝夫·馬赫布博·喬杜里在達卡創辦建築事務所URBANA。在大約十年的時間裡，事務所設計了許多項目。
2005年，塔巴瑟姆成立自己的事務所——瑪麗娜·塔巴瑟姆建築事務所，並擔任首席建築師。
2005年起，塔巴瑟姆擔任BRAC大學的客座教授，並在該大學教授當代南亞建築課程。她也在亞太大學開設本科生工作室，並在其他一些教育機構和會議上發表演講。2015年起，她擔任孟加拉建築、景觀和住區研究所的學術計畫主任。她還提議邀請印度最優秀的建築師之一比喬伊·傑恩參加2013年孟加拉CAA。
塔巴瑟姆是達卡拜圖爾·拉烏夫清真寺的設計師，該清真寺於2012年完工。2016年，該項目入圍阿卡汗建築獎候選名單。
2024年，塔巴瑟姆被評為時代百大人物之一。